# Ana Bajić
Ana Bajić –en serbio, Ана Бајић– (19 de marzo de 1995) es una deportista serbia que compitió en taekwondo. Ganó una medalla de bronce en el Campeonato Mundial de Taekwondo de 2013 y una medalla de bronce en el Campeonato Europeo de Taekwondo de 2014.

## Palmarés internacional
| Campeonato Mundial | Campeonato Mundial | Campeonato Mundial | Campeonato Mundial |
| Año                | Lugar              | Medalla            | Categoría          |
| ------------------ | ------------------ | ------------------ | ------------------ |
| 2013               | Puebla (México)    | Medalla de bronce  | +73 kg             |
| Campeonato Europeo |                    |                    |                    |
| Año                | Lugar              | Medalla            | Categoría          |
| 2014               | Bakú (Azerbaiyán)  | Medalla de bronce  | +73 kg             |